# Elijah Wood
Elijah Jordan Wood, född 28 januari 1981 i Cedar Rapids, Iowa, är en amerikansk skådespelare. Wood är främst känd för rollen som hobbiten Frodo Bagger i Härskarringen-filmerna. 
Wood har en äldre bror (Zachariah) och en yngre syster (Hannah). Han blev känd redan som liten, och slog igenom som barnstjärna med roller som Huckleberry Finn i Huckleberry Finns äventyr och titelrollen North i filmen Snacka om rackartyg. Hans första roll var i filmen Tillbaka till framtiden del II.

## Privatliv
Nyårshelgen 2024/2025 gifte sig Wood med den danska filmproducenten Mette-Marie Kongsved båda i svenska Tänndalen. Tillsammans har de sedan tidigare två barn.

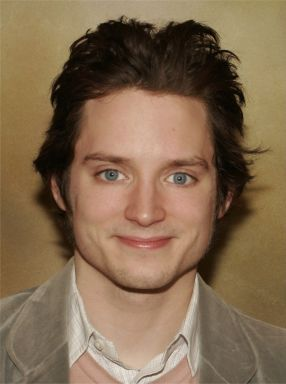
Elijah Wood 2006.

## Filmografi

### Filmer
| År   | Filmtitel                                  | Karaktär                                  | Noter |
| ---- | ------------------------------------------ | ----------------------------------------- | --- |
| 1989 | Tillbaka till framtiden del II             | Pojke som spelar dataspel                 | Debutroll |
| 1990 | Misstänkta förbindelser                    | Sean Stretch                              | |
| 1990 | Avalon                                     | Michael Kaye                              | Nominerad—Young Artist Award for Best Leading Young Actor in a Feature Film |
| 1991 | Paradise                                   | Willard Young                             | Nominerad—Young Artist Award for Best Leading Young Actor in a Feature Film |
| 1992 | Evigt ung                                  | Nat Cooper                                | |
| 1992 | Radio Flyer                                | Mike                                      | Young Artist Award for Best Leading Young Actor in a Feature Film |
| 1993 | The Witness                                | Little Boy                                | Kortfilm |
| 1993 | Huckleberry Finns äventyr                  | Huckleberry Finn                          | |
| 1993 | Ondskans ansikte                           | Mark Evans                                | Saturn Award for Best Performance by a Younger Actor |
| 1994 | Snacka om rackartyg                        | North                                     | Nominerad—Saturn Award for Best Performance by a Younger Actor Nominerad—Young Artist Award for Best Leading Young Actor in a Feature Film |
| 1994 | I krigets skugga                           | Stuart "Stu" Simmons                      | Nominerad—YoungStar Award for Best Performance by a Young Actor in a Drama Film |
| 1996 | Flipper                                    | Sandy Ricks                               | Nominerad—YoungStar Award for Best Performance by a Young Actor in a Comedy Film |
| 1997 | The Ice Storm                              | Mikey Carver                              | Nominerad—Young Artist Award for Best Performance in a Feature Film – Supporting Young Actor |
| 1998 | Deep Impact                                | Leo Biederman                             | YoungStar Award for Best Performance by a Young Actor in a Drama Film Nominerad—Blockbuster Entertainment Award for Favorite Supporting Actor – Sci-Fi |
| 1998 | Faculty                                    | Casey Connor                              | Nominerad—Blockbuster Entertainment Award for Favorite Actor – Horror |
| 1999 | The Bumblebee Flies Anyway                 | Barney Snow                               | |
| 1999 | Black and White                            | Wren                                      | |
| 2000 | Chain of Fools                             | Mikey                                     | |
| 2001 | Sagan om Ringen                            | Frodo Bagger                              | Empire Award for Best Actor Phoenix Film Critics Society Award for Best Cast Nominerad—Kid's Choice Award/Blimp Award for Favorite Male Action Hero Nominerad—MTV Movie Award for Best Male Performance Nominerad—Screen Actors Guild Award for Outstanding Performance by a Cast in a Motion Picture Nominerad—Teen Choice Award for Film – Choice Actor, Drama/Action Adventure |
| 2002 | Ash Wednesday                              | Sean Sullivan                             | |
| 2002 | Sagan om de två tornen                     | Frodo Bagger                              | MTV Movie Award for Best On-Screen Duo (delad med Sean Astin och Gollum/Andy Serkis) Online Film Critics Society Award for Best Cast Phoenix Film Critics Society Award for Best Cast Visual Effects Society Award for Best Performance by an Actor in an Effects Film (delad med Sean Astin och Andy Serkis) Nominerad—DVD Premiere Award for Best Audio Commentary, New Release Nominerad—Kid's Choice Award/Blimp Award for Favorite Male Butt Kicker Nominerad—Saturn Award for Best Performance by a Younger Actor Nominerad—Screen Actors Guild Award for Outstanding Performance by a Cast in a Motion Picture Nominerad—SFX Award for Best SF or Fantasy Film Actor Nominerad—Teen Choice Award for Film – Choice Actor, Drama/Action Adventure |
| 2002 | The Adventures of Tom Thumb and Thumbelina | Tom Thumb                                 | Röstroll Nominerad—DVD Premiere Award for Best Animated Character Performance (delad med Chaka och Glenn) |
| 2002 | Try 17                                     | Jones Dillion                             | (Även känt som "Try Seventeen") |
| 2003 | Sagan om konungens återkomst               | Frodo Bagger                              | Interactive Achievement Award for Outstanding Achievement in Character Performance – Male Critics Choice Award for Best Cast National Board of Review Award for Best Cast Saturn Award for Best Actor Screen Actors Guild Award for Outstanding Performance by a Cast in a Motion Picture Nominerad—DVDX Award for Best Audio Commentary (New for DVD) Nominerad—Phoenix Film Critics Society Award for Best Cast Nominerad—Teen Choice Award for Film – Choice Actor, Drama/Action Adventure |
| 2003 | Spy Kids 3-D: Game Over                    | Killen                                    | Cameoroll |
| 2004 | Eternal Sunshine of the Spotless Mind      | Patrick                                   | Washington D.C. Area Film Critics Association Award for Best Ensemble |
| 2005 | Sin City                                   | Kevin                                     | Nominerad—Critics Choice Award for Best Cast Nominerad—Teen Choice Award for Choice Movie Bad Guy |
| 2005 | Allt är upplyst                            | Jonathan Safran Foer                      | |
| 2005 | Green Street                               | Matt Buckner                              | |
| 2006 | Bobby                                      | William Avary                             | Hollywood Film Award for Ensemble of the Year Nominerad—Critics Choice Award for Best Cast Nominerad—Screen Actors Guild Award for Outstanding Performance by a Cast in a Motion Picture |
| 2006 | Happy Feet                                 | Mummel                                    | Röstroll |
| 2006 | Paris, je t'aime                           | Le garçon                                 | |
| 2007 | Nollpunkten                                | Aaron Feller                              | |
| 2007 | Yo Gabba Gabba!                            | Dancey Dance!!                            | |
| 2008 | The Oxford Murders                         | Martin                                    | |
| 2009 | 9                                          | 9                                         | Röstroll |
| 2009 | Beyond All Boundaries                      | Corp. Wilfred Hanson/Capt. John C. Chapin | Röstroll Kortfilm |
| 2010 | The Romantics                              | Chip Hayes                                | |
| 2010 | Full of Regret                             | Mouse                                     | Kortfilm |
| 2011 | Fight For Your Right: Revisited            | Ad-Rock                                   | Kortfilm |
| 2011 | Happy Feet 2                               | Mummel                                    | Röstroll |
| 2011 | I Think Bad Thoughts                       | Mouse                                     | Kortfilm |
| 2011 | The Death and Return of Superman           | Hank Henshaw (Cyborg Superman)            | Kortfilm |
| 2012 | Celeste and Jesse Forever                  | Scott                                     | |
| 2012 | Revenge for Jolly!                         | Thomas                                    | |
| 2012 | The Narrative of Victor Karloch            | William Merriwether                       | Röstroll Kortfilm |
| 2012 | All in for the 99%                         | Sig själv                                 | Kortfilm |
| 2012 | Maniac                                     | Frank                                     | Nominerad - Fright Meter Awards for Best Actor in a Leading Role |
| 2012 | Jason Alexander Joins the 99%              | Sig själv                                 | Kortfilm |
| 2012 | Setup, Punch                               | Reuben Stein                              | Kortfilm |
| 2012 | Hobbit: En oväntad resa                    | Frodo Bagger                              | |
| 2013 | Pawn Shop Chronicles                       | Johnny Shaw                               | |
| 2013 | Grand Piano                                | Tom Selznick                              | |
| 2014 | Cooties                                    | Clint Hadson                              | |
| 2014 | Open Windows                               | Nick Chambers                             | |
| 2014 | Det blåser upp en vind                     | Sone                                      | (Engelsk röst) |
| 2014 | Set Fire to the Stars                      | John Malcolm Brinnin                      | |
| 2015 | The Last Witch Hunter                      | 37th Dolan                                | |
| 2016 | The Trust                                  | Sgt. David Waters                         | |
| 2017 | I Don't Feel at Home in This World Anymore | Tony                                      | |
| 2019 | Come to Daddy                              | Norval Greenwood                          | |
| 2021 | No Man of God                              | Bill Hagmaier                             | Även producent |
| 2023 | The Toxic Avenger                          | Fritz Garbinger                           | |
| 2025 | The Monkey                                 | TBA                                       | |

### TV
| År        | Titel                                                                       | Karaktär                            | Noter                                                                                              |
| --------- | --------------------------------------------------------------------------- | ----------------------------------- | -------------------------------------------------------------------------------------------------- |
| 1990      | Child in the Night                                                          | Luke                                | TV-film Nominerad—Young Artist Award for Best Young Actor Starring in a TV Movie, Pilot or Special |
| 1992      | Day-O                                                                       | Dayo                                | TV-film                                                                                            |
| 1994      | Frasier                                                                     | Ethan                               | Röstroll Episod: "Guess Who's Coming to Breakfast"                                                 |
| 1996      | Adventures from the Book of Virtues                                         | Icarus                              | Röstroll Episod: Responsibility                                                                    |
| 1996      | Uppdrag: mord                                                               | McPhee Broadman                     | Episod: The True Test"                                                                             |
| 1997      | Oliver Twist                                                                | Jack "The Artful Dodger" Dawkins    | TV-film YoungStar Award for Best Performance by a Young Actor in a Miniseries/Made-for-TV Movie    |
| 2004      | King of the Hill                                                            | Jason                               | Röstroll Episod: "Girl, You'll Be a Giant Soon"                                                    |
| 2005      | I'm Still Here: Real Diaries of Young People Who Lived During the Holocaust | Klaus Langer / Dawid Rubinowicz     | Röstroll TV-dokumentär                                                                             |
| 2006      | American Dad!                                                               | Ethan                               | Röstroll Episod: "Iced, Iced Babies"                                                               |
| 2006      | Freak Show                                                                  | Freak Mart Squirrel                 | Röstroll Episod: "Mohel-Me-Not: Part 1"                                                            |
| 2006      | Robot Chicken                                                               | William David Reynolds Bailiff      | Röstroll Episod: "Sausage Fest"                                                                    |
| 2010      | Glenn Martin, DDS                                                           | Chester Chislehurst                 | Röstroll Episod: "Camp"                                                                            |
| 2010      | Family Guy                                                                  | Sig själv                           | Röstroll Episod: "Brian Griffin's House of Payne"                                                  |
| 2011      | Funny or Die Presents                                                       | James                               | Episod: "208"                                                                                      |
| 2011      | Robot Chicken                                                               | Frodo Bagger Frankenberry Scarecrow | Röstroll Episod: "The Departy Monster"                                                             |
| 2011–2014 | Wilfred                                                                     | Ryan Newman                         | Huvudroll Nominerad—Satellite Award for Best Actor – Television Series Musical or Comedy           |
| 2012      | Treasure Island                                                             | Ben Gunn                            | TV-film                                                                                            |
| 2012      | Yo Gabba Gabba!                                                             | Sig själv                           | Episod: "Eat"                                                                                      |
| 2012      | Red vs Blue                                                                 | Sigma                               | Röstroll Webbserie                                                                                 |
| 2012–2013 | Tron: Uprising                                                              | Beck                                | Röstroll                                                                                           |
| 2013      | Peter Panzerfaust                                                           | Peter                               | Röstroll                                                                                           |
| 2014      | Där trädgården slutar                                                       | Wirt                                | Röstroll                                                                                           |
| 2016–2017 | Dirk Gentlys holistiska detektivbyrå                                        | Todd Brotzman                       | 18 avsnitt                                                                                         |
| 2018–2020 | Summer Camp Island                                                          | Saxophone The Yeti                  | Röstroll 6 avsnitt                                                                                 |
| 2018–2020 | Star Wars Resistance                                                        | Jace Rucklin                        | Röstroll 10 avsnitt                                                                                |
| 2019      | Drunk History                                                               | Percy Shelley / John C. Raines      | 2 avsnitt                                                                                          |
| 2020      | Home Movie: The Princess Bride                                              | Prince Humperdinck                  | Episod: "Chapter Seven: The Pit Of Despair"                                                        |
| 2023      | Yellowjackets                                                               | Walter Tattersall                   | 8 avsnitt                                                                                          |
| 2023      | I'm a Virgo                                                                 | Studious Guy                        | Episod: "The Universe and My Spirit"                                                               |
| 2023      | The Afterparty                                                              | "Yasper"                            | Episod: "Vivian and Zoë"                                                                           |

### Diskografi
| År   | Album                                      | Artist                     | Sång                               | Not                  |
| ---- | ------------------------------------------ | -------------------------- | ---------------------------------- | -------------------- |
| 1994 | North (Original Motion Picture Soundtrack) | Marc Shaiman               | "A Very Successful Life"           | Sång                 |
| 2003 | Pandemoniumfromamerica                     | Buckethead & Viggo         | "Gone" med Henry Mortensen & Viggo | Sång                 |
| 2003 | Pandemoniumfromamerica                     | Buckethead & Viggo         | "Shadow"                           | Slagverk             |
| 2003 | Pandemoniumfromamerica                     | Buckethead & Viggo         | "Maybe"                            | Piano                |
| 2003 | Pandemoniumfromamerica                     | Buckethead & Viggo         | "Half Fling" med Dominic Monaghan  | vocals and lyrics    |
| 2008 | Trash, Rats & Microphones                  | Heloise & The Savoir Faire | "On Fuego"                         | Ljudband [Tape Echo] |

### Datorspel
| År   | Titel                                     | Roll         | Noter    |
| ---- | ----------------------------------------- | ------------ | -------- |
| 2002 | The Lord of the Rings: The Two Towers     | Frodo Bagger | Röstroll |
| 2003 | The Lord of the Rings: Return of the King | Frodo Bagger | Röstroll |
| 2006 | The Legend of Spyro: A New Beginning      | Spyro        | Röstroll |
| 2007 | The Legend of Spyro: The Eternal Night    | Spyro        | Röstroll |
| 2008 | The Legend of Spyro: Dawn of the Dragon   | Spyro        | Röstroll |
| 2010 | God of War III                            | Deimos       | Röstroll |
| 2012 | Lego The Lord of the Rings                | Frodo Bagger | Röstroll |
| 2014 | Broken Age                                | Shay         | Röstroll |

### Musikvideor
- Paula Abdul: "Forever Your Girl" (1989)
- The Cranberries: "Ridiculous Thoughts" (1995)
- The Apples in Stereo: "Energy" (som regissör) (2006)
- Greg Laswell: "How the Day Sounds" (2008)
- The Lonely Island: "Threw It On the Ground" (2009)
- Danko Jones: "Full of Regret" (2010)
- The Apples in Stereo: "Dance Floor" (2010)
- Danko Jones: "I Think Bad Thoughts" (2011)
- Beastie Boys: "Make Some Noise" (2011)
- Flying Lotus: "Tiny Tortures" (2012)